# Prešovská kalvária
Prešovská kalvária – barokowy zespół budowli sakralnych wybudowany w XVIII wieku w Preszowie, na wzniesieniu znajdującym się na zachód od miasta. W przeszłości uważana za drugą najpiękniejszą kalwarię na terytorium Królestwa Węgier, po Kalwarii Bańsko-Szczawnickiej.

## Historia
Inicjatorem budowy kalwarii w Preszowie było Towarzystwo Chrystusa Konającego założone na początku  XVIII przez zakon jezuitów. Fundatorami było miasto oraz mieszczanie i okoliczna szlachta. Budowę kaplic rozpoczęto w 1720, kościół wybudowano w latach 1752–1753. Budową kościoła i kalwarii kierował jezuita František Perger (który również prowadził budowę kalwarii w Bańskiej Szczawnicy). W 1721 konsekrowano pierwszą kaplicę (Modlitwa Chrystusa na Górze Oliwnej). Większość zespołu powstała do 1769, kilka kaplic powstało w końcu XIX wieku.

## Opis
W skład kompleksu wchodzą kaplice drogi krzyżowej, kaplica Świętych Schodów, kościół Świętego Krzyża i cmentarz. Kaplice wybudowane do 1769 wybudowane są w dwóch rzędach. Są to z jednej strony: Modlitwa Chrystusa na Górze Oliwnej, Chrystus przed Arcykapłanem, Biczowanie, Niesienie Krzyża (Jezus spotyka płaczące niewiasty), z drugiej strony: Ukrzyżowanie, Złożenie do Grobu, Zmartwychwstanie, Objawienie Apostołom (Niewierny Tomasz) i Wniebowstąpienie. Wraz z później wybudowanymi kaplicami i kościołem całość kalwarii obejmuje 14 stacji Drogi Krzyżowej.
Większość kaplic posiada podobny kształt architektoniczny, są niewielkie, z półkolisto zakończonym wejściem, nad którym umieszczony był herb fundatora. Wśród nich wyróżnia się kaplica Świętych Schodów, wybudowana w 1765 jako wyraz wdzięczności Karola Stanisława Radziwiłła za udzielenie mu azylu w Preszowie po przegranej bitwie pod Słonimem. Kaplica Świętych Schodów wzorowana była na kaplicy Sancta Scala w Rzymie na Lateranie. Wewnątrz znajduje się 28 stopni z miejscem na relikwie, na ołtarzu kaplicy znajduje się Pietà, a jej ściany ozdabiają malowane sceny autorstwa preszowskiego malarza Ondreja Trtiny. Na budynku jeszcze w 1896 r. widoczny był napis "Carolus Radziwiłł princeps Lithuaniae benefactor 1765" wraz z łacińsko-słowiańskim dopiskiem: "Sacri gradus - Svate Schodi".
W obrębie zespołu znajduje się również cmentarz, który początkowo miał być miejscem pochówków darczyńców kalwarii, a później chowano na nim także okolicznych mieszkańców.

### Opis poszczególnych stacji
| zdjęcie | stacja                                            | opis |
| ------- | ------------------------------------------------- | --- |
|         | Stacja I – Ostatnia wieczerza                     | Kaplica wybudowana w 1886 roku jako początkowa stacja drogi krzyżowej, fundacji Marii Szalokyovej (z domu Bercsikovej). W kartuszu nad wejściem umieszczone jest wyobrażenie Eucharystii. Kaplica na tle innych kaplic wyróżnia się kolorystyką. We wnętrzu ołtarz z obrazem Ostatnia Wieczerza. Na ścianach kaplicy malowane sceny: Przybycie Jezusa do Jerozolimy oraz przejście Jezusa po wieczerzy do ogrodu Getsemani, ich autorstwo przypisuje się Vendelínowi Stenhurowi, nauczycielowi rysunku w szkołach preszowskich (1880 – 1890). |
|         | Stacja II – Jezus na Górze Oliwnej                | Wybudowana jako pierwszy budynek zespołu kalwarii w 1721 roku z fundacji barona Samuela Dessewffy'ego. We wnętrzu na sklepieniu wymalowane symbole Eucharystii: kielich i hostia. W części ołtarzowej płaskorzeźbiona w drewnie scena – Jezus na Górze Oliwnej. |
|         | Stacja III – Jezus przed Arcykapłanem             | Wybudowana z fundacji Ignaca Staberhoffera, doradcy cesarskiego i dyrektora kopalń. We wnętrzu na sklepieniu wymalowane symbole męczeństwa: liście palmowe i krzyż. W części ołtarzowej płaskorzeźbiona w drewnie scena – Jezus przed arcykapłanem Annaszem. |
|         | Święte Schody                                     | Wybudowana w 1765 z fundacji Karola Stanisława Radziwiłła, wyróżnia się na tle pozostałych kaplic formą i tematem (kaplica przerywa ciąg drogi krzyżowej). We wnętrzu na ołtarzu Pietà z 1904, ufundowana przez firmę Mayer z Monachium. |
|         | Stacja IV – Biczowanie                            | Wybudowana w 1767. |
|         | Stacja V i VI – Ecce homo                         | Jedna z trzech większych kaplic wybudowana w 1767. Obejmuje również stację Koronowanie cierniem. |
|         | Stacja VII – Pan Jezus spotyka płaczące niewiasty | Wybudowana z fundacji Terézi Rajnoldovej de Mednyanszky. We wnętrzu płaskorzeźbiona w drewnie scena – Jezus spotyka płaczące niewiasty. |
|         | Stacja VII – Ukrzyżowanie                         | Wybudowana z fundacji hrabiny Zuzanny Barkóciovej. We wnętrzu płaskorzeźbiona w drewnie scena – Przybicie do krzyża. |
|         | Stacja VIII – Jezus na krzyżu                     | Ostatnią stacją drogi Jezusa na Golgotę jest kościół Świętego Krzyża. |
|         | Stacja X – Zdjęcie Jezusa z krzyża                | |
|         | Stacja XI – Złożenie do grobu                     | |
|         | Stacja XII – Zmartwychwstanie                     | |
|         | Stacja XIII – Niewierny Tomasz                    | |
|         | Stacja XIV – Wniebowstąpienie                     | |